# Pürewdordschiin Orchon
Pürewdordschiin Orchon (mongolisch Пүрэвдоржийн Орхон; englisch Pürevdorjiin Orkhon; * 25. Dezember 1993) ist eine mongolische Ringerin. Sie wurde 2017 in Paris Weltmeisterin in der Gewichtsklasse bis 63 kg Körpergewicht. Bei den Asienspielen 2018 in Jakarta wurde sie des Dopings überführt und gesperrt.

## Werdegang
Pürewdordschiin Orchon begann als Jugendliche 2007 mit dem Ringen. Sie ist Armeeangehörige und startet für die Sport-Vereinigung „Aldar“ Ulan-Baatar. Sie wurde bzw. wird von den Trainern Tsogtbayar und Khosbayar trainiert. Sie ist Armeeangehörige und Studentin.
Im Juli 2010 startete sie erstmals bei einer internationalen Meisterschaft, der asiatischen Juniorenmeisterschaft (Cadets) in Bangkok. Sie belegte dort in der Gewichtsklasse bis 56 kg den 5. Platz. Im Februar 2012 startete sie beim renommierten „Yasar-Dogu“-Memorial in Ankara in der Gewichtsklasse bis 55 kg und belegte dort hinter den Türkinnen Zeynep Yildirim und Bediha Gün den 3. Platz. Bei der Junioren-Weltmeisterschaft im September 2012 in Pattaya sie in der Gewichtsklasse bis 55 kg auf den 8. Platz. Sie nahm in Pattaya auch noch an der Junioren-Weltmeisterschaft im „Beach-Wrestling“ in der Klasse „W 60“ teil und gewann dort den Titel.
2013 war sie bei der Universiade in Kasan am Start und belegte dort in der Gewichtsklasse bis 55 kg den 5. Platz. Im August 2013 gewann sie bei der Junioren-Weltmeisterschaft (Juniors) in Sofia in der Gewichtsklasse bis 55 kg nach einer Niederlage gegen Risako Kawai aus Japan und Siegen über Karolina Krawczyk, Polen und Swetlana Lamaschewitsch, Weißrussland, eine Bronzemedaille.
Im Oktober 2014 vertrat sie ihr Land bei der Militär-Weltmeisterschaft in Fort Dix, Vereinigte Staaten. Sie belegte dort hinter der Chinesin Feng Huinin den 2. Platz.
Im Januar 2016 wurde Pürewdordschiin Orchon beim „Iwan-Yarigin“-Grand-Prix in Krasnojarsk Siegerin in der Gewichtsklasse bis 58 kg. Im Finale schlug sie dabei die Olympiasiegerin und vielfache Weltmeisterin Kaori Ichō aus Japan. Im März 2016 erkämpfte sie sich beim Olympia-Qualifikations-Turnier in Astana in der gleichen Gewichtsklasse mit einem 2. Platz hinter Aisuluu A Tinibekowa aus Kirgisistan die Startberechtigung bei den Olympischen Spielen in Rio de Janeiro. Bei diesen Olympischen Spielen siegte sie über Mimi Christowa, Bulgarien, verlor dann gegen Walerija Scholobowa aus Russland, besiegte in der Trostrunde Luisa Niemesch aus Deutschland, verlor dann aber gegen Sakshi Malik aus Indien und landete auf dem 7. Platz.
2017 siegte sie bei drei wichtigen Turnieren, dem „Iwan-Yarigin“-Grand-Prix in Krasnojarsk, den Mongolian-Open in Ulan-Baatar und dem Großen Preis von Spanien in Madrid. Sie schlug dabei so gute Ringerinnen wie Inna Traschukowa, Russland, Ayako Ito, Japan, Bao Ling Ling, China, Taybe Mustafa Yusein, Bulgarien und ihre Landsfrau Battsetseg Soronzonbold. Diese gute Form zeigte sie dann auch im August 2018 bei der Weltmeisterschaft in Paris. In der Gewichtsklasse bis 63 kg wurde sie dort mit Siegen über Shilpi Sheoran, Indien, Henna Johansson, Schweden, Blessing Oborududu, Nigeria, Jackeline Renterio Castillo, Kolumbien und Julija Tkatsch, Ukraine, Weltmeisterin. Einen Monat später wurde sie in Klaipėda in der gleichen Gewichtsklasse auch noch Militär-Weltmeisterin.
Im Februar 2018 wurde Pürewdordschiin Orchon in Bischkek in der Gewichtsklasse bis 62 kg mit einem Sieg im Finale über Luo Xiaojuan aus China auch erstmals Asienmeisterin.
Im August 2018 war sie auch bei den Asienspielen in Jakarta in dieser Gewichtsklasse am Start. Sie besiegte dort Thi My Hanh Nguyen, Vietnam, Risako Kawai und im Finale Aisuluu A Tinibekowa. Bei einer nachfolgenden Dopingkontrolle wurde sie, wie ein Vertreter des Olympic Council of Asia (ACA) bekannt gab, jedoch des Dopings mit Stanozolol überführt. Der Sieg wurde ihr daraufhin aberkannt.

## Internationale Erfolge
| Jahr | Platz | Wettbewerb                                           | Gewichtsklasse | Ergebnisse |
| 2010 | 5.    | Asiatische Juniorenmeisterschaft (Cadets) in Bangkok | bis 56 kg      | Siegerin: Yui Susaki, Japan vor Dhanda Pooja, Indien |
| 2012 | 3.    | „Yasar-Dogu“-Memorial in Ankara                      | bis 55 kg      | hinter Zeynep Yildirim und Bediha Gün, beide Türkei |
| 2012 | 8.    | Junioren-WM (Juniors) in Pattaya                     | bis 55 kg      | Siegerin: Kanako Murata, Japan vor Zhong Xuechun, China |
| 2012 | 1.    | „Beach-Wrestling“-Junioren-WM in Pattaya             | „W 60“         | vor Duangjan Benjaral und Suttakarn Yuphaporn, beide Thailand |
| 2013 | 12.   | „Iwan-Yarigin“-Grand-Prix in Krasnojarsk             | bis 55 kg      | Siegerin: Nadeschda Tretjakowa, Russland vor Byambatseren Sundev, Mongolei |
| 2013 | 2.    | Cup des Präsidenten der Rep. Burjatien in Ulan-Ude   | bis 55 kg      | hinter Marina Wilmowa, vor Uljana Tukurenowa und Irina Ologonowa, alle Russland |
| 2013 | 1.    | Mongolian-Open in Ulan-Baatar                        | bis 55 kg      | vor Battsetseg Altantsetseg, Mongolei |
| 2013 | 5.    | Universiade in Kasan                                 | bis 55 kg      | hinter Walerija Scholobowa, Russland, Irina Husjak, Ukraine, Hwang Sun-byol, Nordkorea und Kanako Murata                                                                                          |
| 2013 | 3.    | Junioren-WM (Juniors) in Sofia                       | bis 55 kg      | nach einer Niederlage gegen Risako Kawai, Japan und Siegen über Karolina Krawczyk, Polen und Swetlana Lamaschewitswch, Weißrussland                                                               |
| 2014 | 5.    | „Iwan-Yarigin“-Grand-Prix in Krasnojarsk             | bis 55 kg      | Siegerin: Kanako Murata vor Salina Sidakowa, Weißrussland |
| 2014 | 2.    | Golden-Grand-Prix in Baku                            | bis 55 kg      | hinter Chiho Hamada, Japan, vor Helen Maroulis, USA und Katerina Hanchar Janukewitsch, Weißrussland                                                                                               |
| 2014 | 3.    | Poland-Open in Warschau                              | bis 55 kg      | hinter Byambatseren Sundev und Irina Ologonowa, gemeinsam mit Marwa Amri, Tunesien |
| 2014 | 2.    | Militär-WM in Fort Dix                               | bis 58 kg      | hinter Feng Huimin, China, vor Joice Silva, Brasilien und Anna Swiridowska, Polen |
| 2015 | 3.    | Großer Preis von Paris                               | bis 55 kg      | hinter Dong Jiahui, China und Aljona Kolesnik, Aserbaidschan |
| 2015 | 1.    | Flatz-Open in Wolfurt                                | bis 55 kg      | vor Laura Mertens, Deutschland, Paulina Nastarowicz, Polen und Sonia Baudin, Frankreich |
| 2015 | 1.    | Mongolian-Open in Ulan-Baatar                        | bis 55 kg      | vor Nadja Schuschko, Weißrussland, Battsetseg Altantsetseg und Irina Kissel, Russland |
| 2015 | 3.    | Cup des Präsidenten von Kasachstan in Astana         | bis 55 kg      | hinter Aishan Ismagulowa, Kasachstan und Lalita, Indien |
| 2016 | 1.    | „Iwan-Yarigin“-Grand-Prix in Krasnojarsk             | bis 58 kg      | vor Kaori Icho, Japan, Tserenchimed Suchee, Mongolei und Shoovdar Baatarjav, Mongolei |
| 2016 | 2.    | Olympia-Qualif.-Turnier in Astana                    | bis 58 kg      | hinter Aisuluu A Tinibekowa, Kirgisistan, vor Aiym Abdildina, Kasachstan und Insum Jong, Nordkorea                                                                                                |
| 2016 | 1.    | Torneo Citta a Sassari                               | bis 58 kg      | vor Weronika Schumikowa, Russland, Katerina Schidachewska, Rumänien und Gantuya Enchbat, Mongolei                                                                                                 |
| 2016 | 1.    | Poland-Open in Spala                                 | bis 60 kg      | vor Shoovdar Baatarjav, Katarzyna Madrowska und Natalia Kubaty, beide Polen |
| 2016 | 7.    | OS in Rio de Janeiro                                 | bis 58 kg      | nach einem Sieg über Mimi Christowa, Bulgarien, einer Niederlage gegen Walerija Scholobowa, Russland, einem Sieg über Luisa Niemesch, Deutschland und einer Niederlage gegen Sakshi Malik, Indien |
| 2017 | 1.    | „Iwan-Yarigin“-Grand-Prix in Krasnojarsk             | bis 63 kg      | vor Inna Traschukowa, Russland, Ayako Ito, Japan und Taybe Mustafa Yusein, Bulgarien |
| 2017 | 1.    | Mongolian-Open in Ulan-Baatar                        | bis 63 kg      | vor Bao Ling Ling, China, Battsetseg Soronzonbold, Mongolei und Angela Fomendko, Russland |
| 2017 | 1.    | Großer Preis von Spanien in Madrid                   | bis 63 kg      | vor Taybe Mustafa Yusein, Ilana Kratysch, Israel und Mallory Velte, USA |
| 2017 | 1.    | WM in Paris                                          | bis 63 kg      | nach Siegen über Shulpi Sheoran, Indien, Henna Johansson, Schweden, Blessing Oborududu, Nigeria, Jackeline Renteria Castillo, Kolumbien und Julija Tkatsch, Ukraine                               |
| 2017 | 1.    | Militär-WM in Klaipėda                               | bis 63 kg      | vor Weronika Iwanowa, Russland, Jia Liping, China und Jemia Burkert, USA |
| 2018 | 1.    | „Iwan-Yarigin“-Grand-Prix in Krasnojarsk             | bis 62 kg      | vor Kiwa Sakae, Japan, Inna Traschukowa und Yaquellia Estornell Elizastique, Kuba |
| 2018 | 1.    | Asienmeisterschaft in Bischkek                       | bis 62 kg      | vor Luo Xiaojuan, China, Yurika Ito, Japan und Sakshi Malik |
| 2018 | 1.    | Mongolian-Open in Ulan-Baatar                        | bis 62 kg      | vor Altantsetseg Battsetseg und Tumenchusien Delgertsogt, beide Mongolei |
| 2018 | disq. | Asienspiele in Jakarta                               | bis 62 kg      | nach Siegen über Thi my hanh Nguyen, Vietnam, Risako Kawai und Ausuluu A Tinibekowa als ursprüngliche Gewinnerin vom Olympic Council of Asia wegen Dopings disqualifiziert                        |

Erläuterungen
- alle Wettkämpfe im freien Stil
- OS = Olympische Spiele, WM = Weltmeisterschaft